# La Honte (roman d'Annie Ernaux)
Pour les articles homonymes, voir La Honte et La Honte (roman).
La Honte est un roman, récit autobiographique, français d'Annie Ernaux, publié en 1997 aux éditions Gallimard.

## Résumé
C'est un roman autobiographique, qui s'ouvre ainsi : « Mon père a voulu tuer ma mère un dimanche de juin, au début de l'après-midi » (p. 13). Le reste du roman est consacré à ce qui a mené à cet évènement (l'application d'Annie et de ses parents à grimper l'échelle sociale et à être des gens comme il faut), et ce qui en a découlé. Les larmes, d'abord, l'incompréhension ensuite. « Tout était devenu artificiel » (p. 18). Puis « la honte, et la sensation d'indignité ». N'ayant jamais encore écrit à propos de cet évènement, Ernaux se replonge dans cette année, tiraillée entre l'éducation religieuse et l'envie d'ailleurs. Pour la première, elle décrit son école privée, ses enseignantes, leur réprobation envers tout film ou livre qui pourrait éloigner les élèves du droit chemin. Quant à l'envie d'ailleurs, elle s'exprime par les cartes postales, que la petite fille adresse à des personnes imaginaires aux noms composés de manière automatique à partir des brochures qu'elle reçoit. 
L'un et l'autre alimentent la honte qu'elle ressent, une honte « devenue un mode de vie pour moi. À la limite, je ne la percevais même plus, elle était dans le corps même » (p. 131).

## Réception
La Honte fait l'objet de nombreux travaux universitaires
- Siobhán McIlvanney, Annie Ernaux : The Return to Origins, vol. 6, Liverpool University Press, 2001, 239 p. (ISBN 978-0-85323-537-8, lire en ligne)
- Isabelle Charpentier, « “Quelque part entre la littérature, la sociologie et l’histoire…” », COnTEXTES. Revue de sociologie de la littérature, no 1,‎ 15 septembre 2006 (ISSN 1783-094X, DOI 10.4000/contextes.74, lire en ligne, consulté le 8 juin 2017)
- Philippe Vilain: Annie Ernaux, "La Honte". LittéRéalité, mai 1997, Vol. 9, no 1 Université York DOI 10.25071/0843-4182.27666 p 67 - 71 Entretien avec Annie Ernaux: Une "conscience malheureuse" de femme, consulté le 22 octobre 2019